# فانا وايت
فانا وايت (بالإنجليزية: Vanna White)، من مواليد 18 فبراير 1957م، هي ممثلة أمريكية، شاركت في عدة أفلام ومنها فيلم دابل دراغون.